# 和谐3型内燃机车
HXN3型柴油机车是中国铁路的柴油机车车型之一，由中国北车集团大连机车车辆有限公司及美国易安迪公司（EMD）共同研制，该型机车是在SD70MAC、SD90MAC型柴油机车基础上，根据中国铁路技术规范改进设计而成的6000马力交流传动干线货运柴油机车，机车轴式Co-Co，轴重25吨，采用双司机室内走廊整体承载结构车体、电子喷射柴油机、IGBT牵引变流器、“EM2000”微机控制系统等技术，可在平直线路上单机牵引5,000吨货运列车，最高运用速度为120公里/小时。

## 发展历史

### 背景
自2003年刘志军出任中华人民共和国铁道部部长后，提出并实施铁路“跨越式发展”，以尽快缩小在铁路机车车辆装备上与国际先进水平的差距。2003年11月，中国铁道部与中国南车、北车集团及其重点企业共同制定了《加快铁路机车车辆装备现代化实施纲要》，并选择了6家机车制造企业作为引进先进技术和自主创新依托的主体。2004年1月，中国国务院常务会议通过了《中长期铁路网规划》；2004年4月，国务院常务会议研究通过的铁路机车车辆装备现代化实施方案明确指出，“加快我国铁路运输装备现代化，要按照引进先进技术、联合设计生产、打造中国品牌的总体要求，力争在较短时间内，使我国机车车辆生产能力达到世界先进水平”。根据国务院确立的上述方针，中国国家发改委与铁道部于2004年7月联合下达了《大功率交流传动电力机车技术引进与国产化实施方案》，正式开始了新型交流传动大功率机车的采购过程。

### 引进
2003年，中国北车集团大连机车车辆有限公司被中国铁道部列为铁路装备行业技术引进重点扶持的六强企业之一。2004年10月28日，中国技术进出口总公司《大功率交流传动内燃机车采购和技术引进项目》询价书正式发标后，在铁道部的协调下，大连机车车辆公司选定了美国易安迪公司（EMD）作为合作伙伴，并进行广泛接触和交流，在先进技术转让、合作生产等方面达成共识。经过为时近一年的商业谈判后，6000马力大功率交流传动内燃机车采购和技术引进项目合同签约仪式于2005年9月1日在北京举行，大连机车车辆有限公司与易安迪公司获得中国铁道部的300台大功率柴油机车订单，合同总金额66.42亿元人民币，双方权益大致各占合同额的50%，合同于2005年11月18正式生效。同时，大连机车研究所与易安迪公司并正式签署了大功率交流传动内燃机车交流传动控制部件和车载微机网络控制部件的技术引进合同。 

### 研制

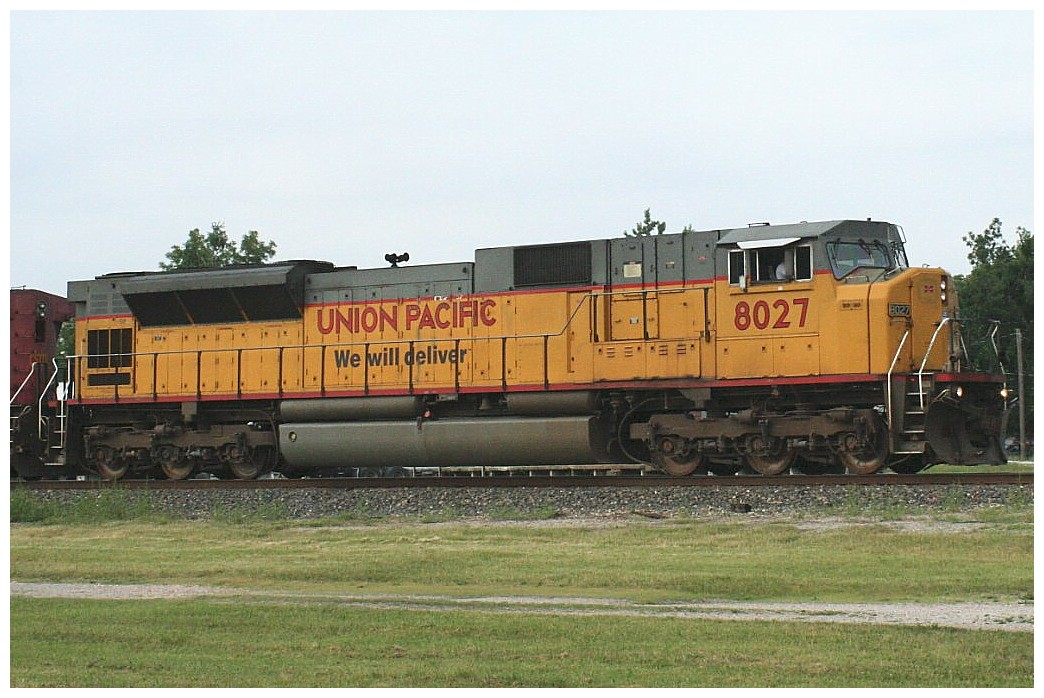
HXN3型机车的技术原型车——SD90MAC

按照合同规定，大连机辆公司与易安迪公司联合设计、分工制造部件，300台机车全部在大连组装，第一阶段75台机车为散件进口国内组装，第二阶段225台机车为国内制造，并逐步增大国产化比例；大连机辆公司自合同生效后25个月开始向中国铁道部陆续交付机车，至第49个月（2009年12月）全部交付完毕。易安迪公司对该型机车的代号为JT56ACe，其中“J”代表双司机室、“T”为涡轮增压发动机、“5”代表“H”系列柴油机、“6”代表16个气缸、“ACe”代表交流传动系统。经中国铁道部批准，新机车被定型为HXN3型，其中“HX”是“和谐”的汉语拼音首字母缩写、“N”代表内燃机车、“3”代表大连机车车辆公司的生产厂商代号，通称为“和谐”3型内燃机车。HXN3型机车是在易安迪公司为北美市场提供的SD70MAC、SD90MAC型柴油机车基础上，根据中国铁路技术规范改进设计后的6000马力交流传动货运柴油机车，机车轴式Co-Co，轴重25吨，采用双司机室内走廊整体承载结构车体、电子喷射柴油机、IGBT牵引变流器、“EM2000”微机控制系统等技术，可在平直线路上单机牵引5,000吨货运列车，最高运用速度为120公里，大修周期由以往中国国内其他柴油机车的90万公里延长到180万公里。 
HXN3型机车的技术转让内容包括机车总成及试验、车体、转向架、柴油机、主副发电机、牵引逆变器、各种辅助电机、制动系统、辅助系统、交流传动系统及微机控制系统等核心技术。大连机辆公司通过对引进技术的消化吸收，300台机车的国产化率由初始阶段的17%逐步提高到82%。2006年9月，中国铁道部、大连机辆公司、易安迪公司在北京进行了机车设计联络会；同年10月又在美国易安迪公司进行了第二次设计联络会。2007年8月，机车样车进入试制阶段。

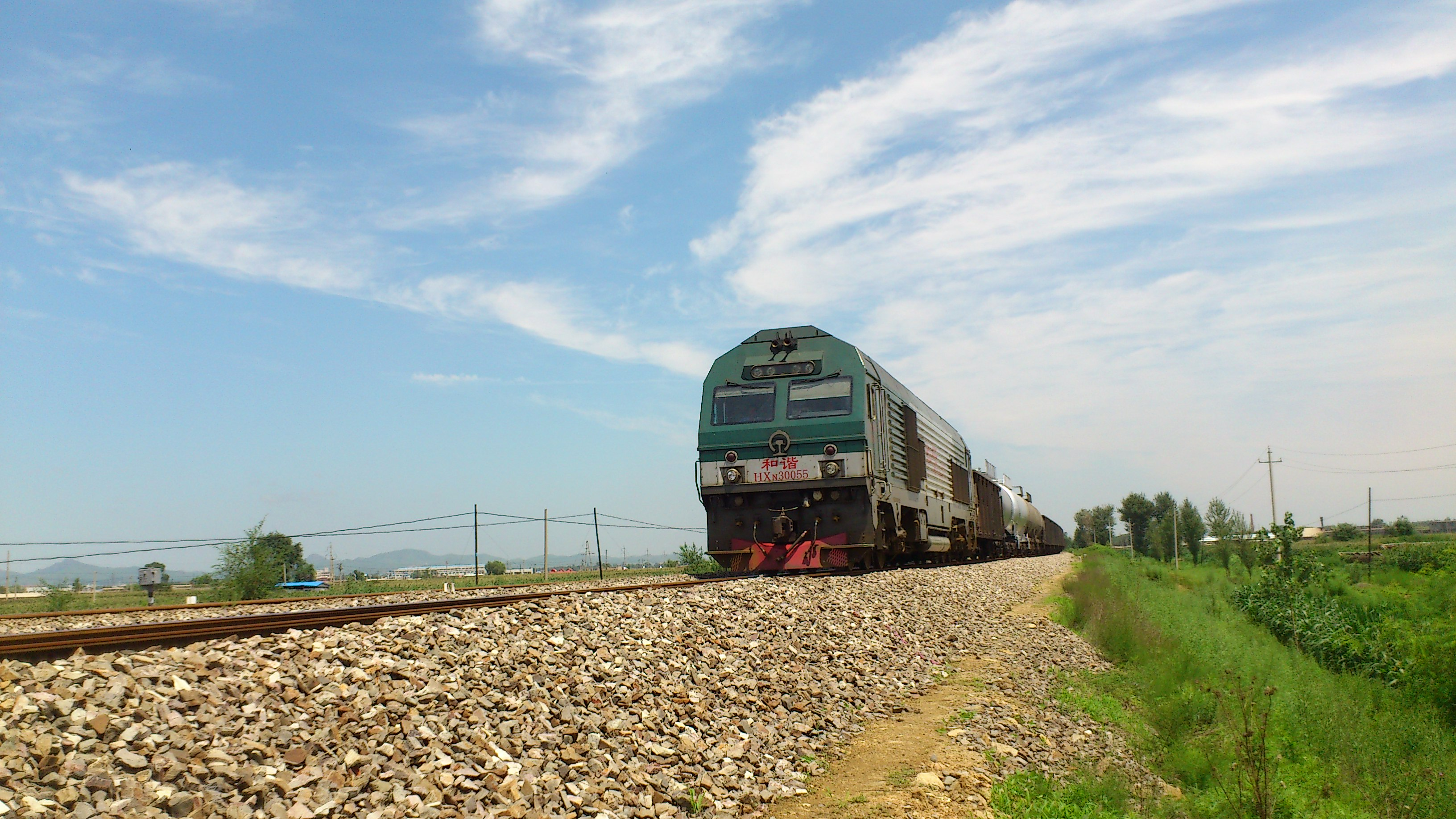
HXN3-0055号机车

### 试验
2008年7月2日，首台HXN3型柴油机车在大连正式下线，易安迪公司并派出四位副总裁参加机车的下线仪式。2008年9月底，经过近两个月的厂内调试后，HXN3型0001号机车被送往中国铁道科学研究院北京环形铁道试验基地，开始进行安全评估试验和综合性能试验。2008年11月中旬，该台机车在郑州铁路局管内的京广铁路郑州至安阳间、太焦铁路新乡至晋城北间进行机车型式试验，对机车运行的安全性、舒适性和走行部主要部件的动应力与疲劳寿命进行评估。2008年12月至2009年3月间，0001号机车在哈尔滨铁路局管内进行了冬季抗寒试验，在伊图里河、漠河等地顺利完成了最低气温达零下摄氏40度的低温实验；机车完成抗寒试验后返回大连。2009年8月，HXN3型0001号机车赴兰州铁路局管内兰新铁路打柴沟至武威南间进行冷却能力试验，并在打柴沟、敦煌站内进行了海拔功率考核。

### 运用

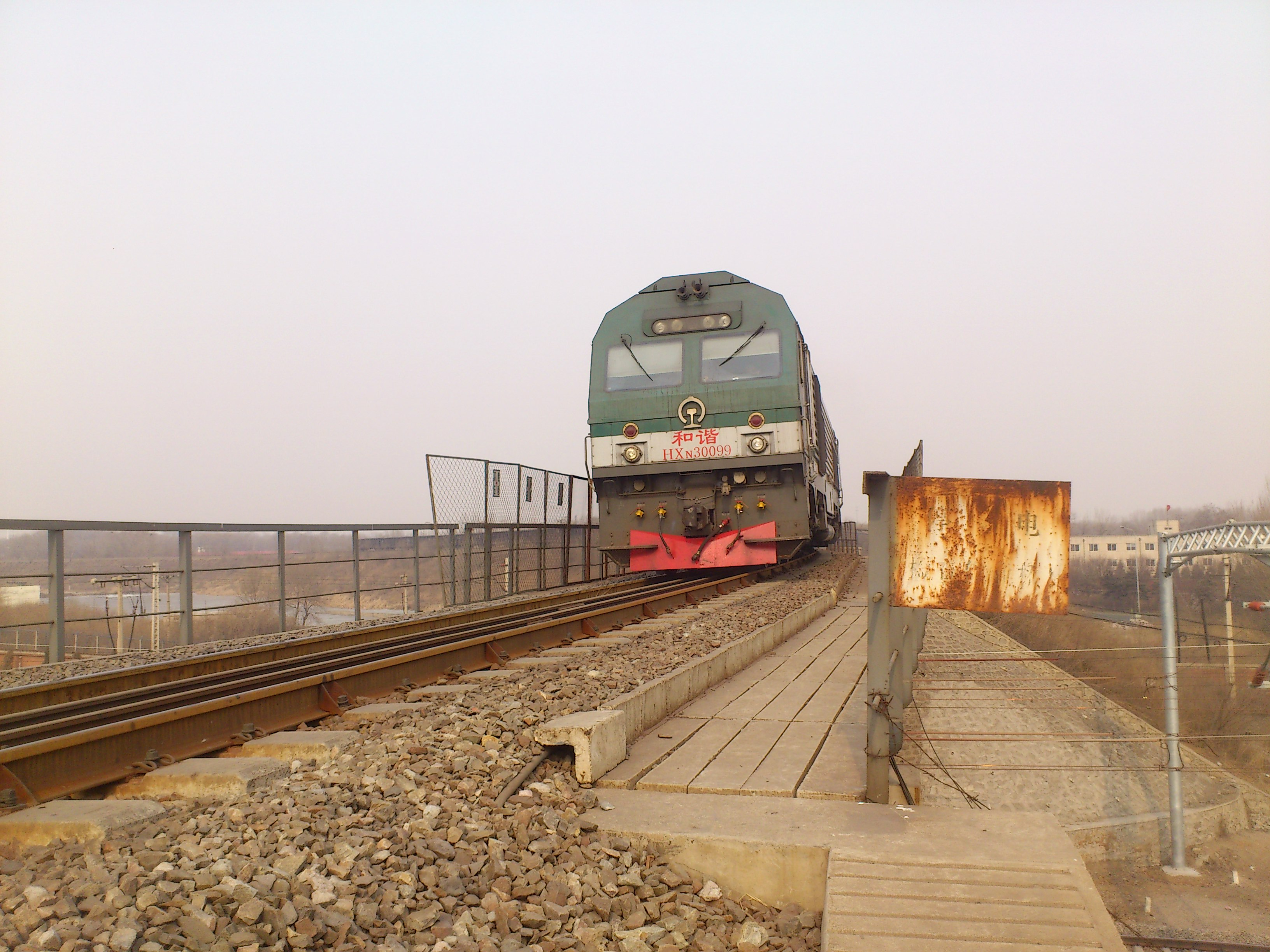
和谐内3型0099号机车，配属沈阳铁路局通辽机务段，锦州机务段运用，运行在锦承铁路上

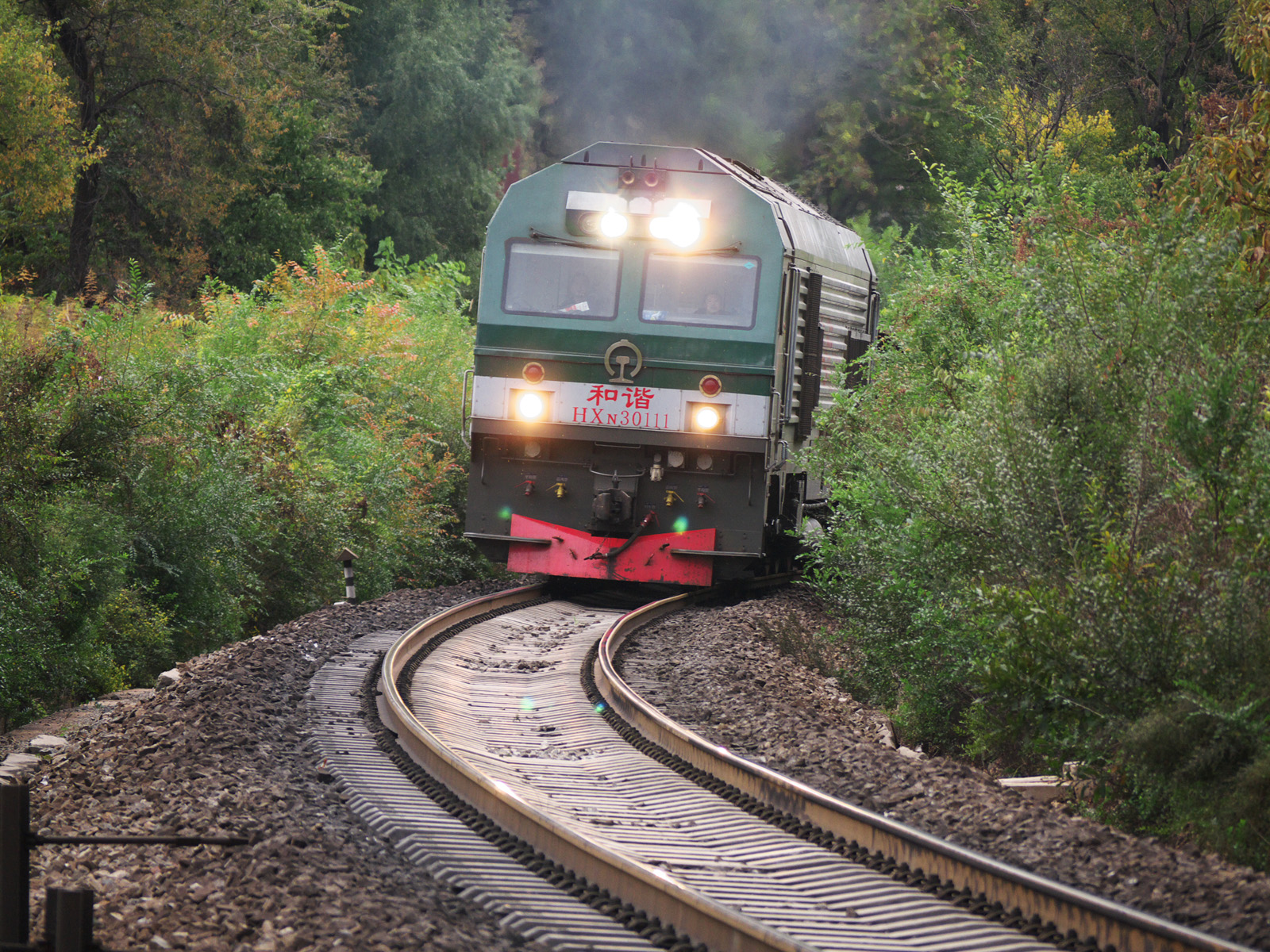
配属怀柔北机务段的和谐3型0111号内燃机车牵引货物列车驶出京通线怀柔北站

2009年3月，HXN3型机车开始批量配属沈阳铁路局通辽机务段，担当通霍铁路、大郑铁路、平齐铁路等干线的煤炭重载列车牵引任务，单机牵引10,000吨，一台HXN3型机车足以代替两台东风4C型机车。2010年9月，北京铁路局怀柔北机务段开始配属HXN3型机车，用于牵引京承铁路、京通铁路的货物列车。2012年1月，沈阳铁路局调整了货运机车配属和机车运用布局，HXN3型机车仍集中配属通辽机务段，但部分机车改由锦州机务段及苏家屯机务段支配运用，担当牵引锦承铁路、魏塔铁路、新义铁路、沈丹铁路、溪辽铁路等线的货物列车。2014年7月20日13时37分，随着一声风笛响起，沈阳铁路局6台和谐型内燃机车从沈阳机务段开车，驶向青藏高原。按照中国铁路总公司新线开通计划，拉日铁路即将开通运营，为做好高原适应性内燃机车实验，总公司决定，过渡期间组织沈阳局和谐型内燃机车增援青藏铁路公司，在青藏铁路格拉段和拉日铁路上进行牵引实验。经过大连厂新造的HXN3型高原型机车开始在拉日铁路承担旅客列车牵引任务。2018年6月，HXN3高原型机车正式承担青藏铁路格拉线每日往返12对客运列车的牵引任务。

### 神华集团机车
2013年9月，大连机车车辆公司中标神华集团的大功率交流传动内燃机车采购项目。神华集团朔黄铁路发展有限责任公司向大连机车车辆公司采购了两台HXN3型交流传动柴油机车，用于河北省黄骅港的煤炭列车重载调车编组以及小运转作业。

## 技术特点

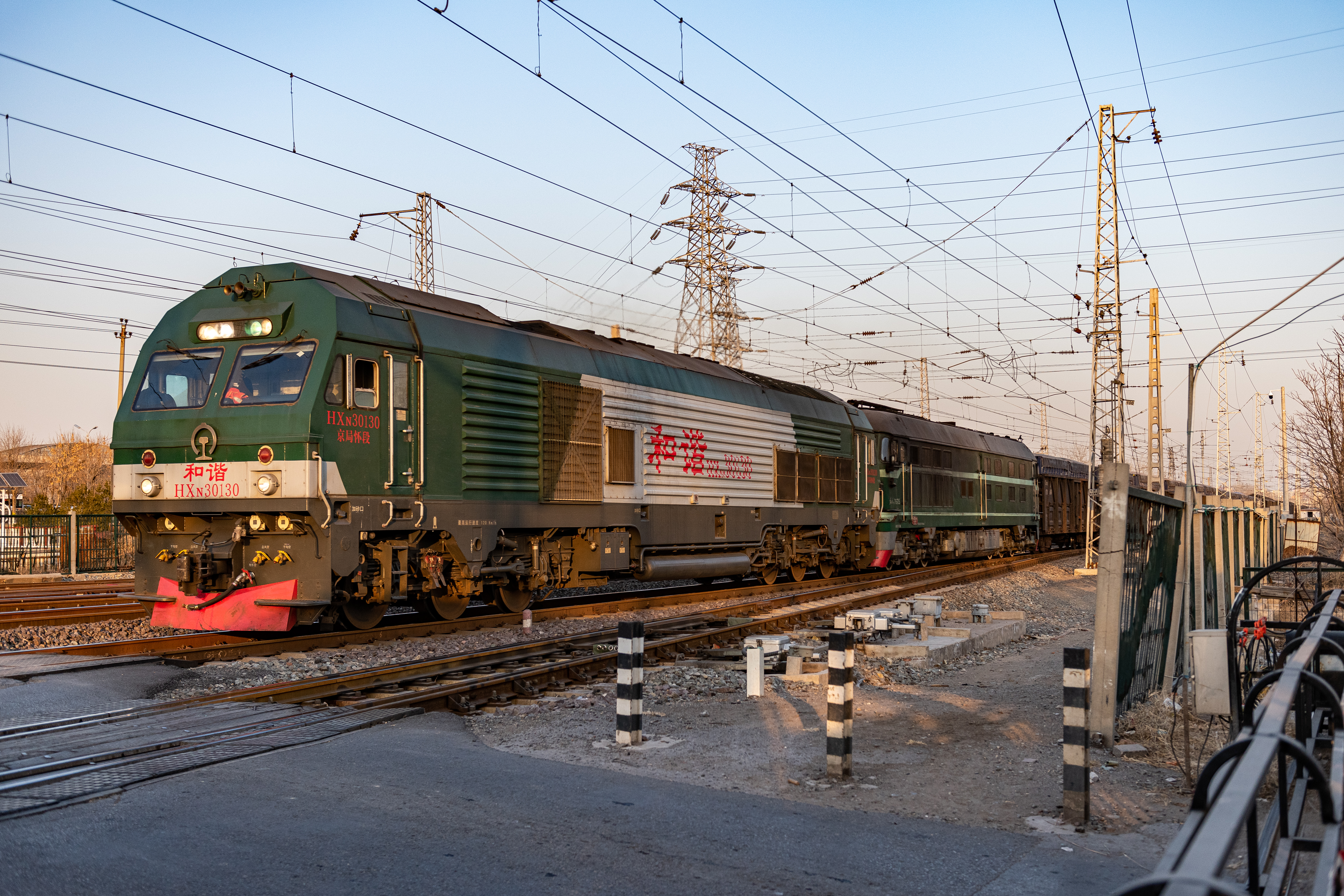
配属京局怀段的和谐3型0130号内燃机车

### 总体结构
HXN3型柴油机车采用桁架式整体承载结构车体，设有双端司机室、用双侧贯通式内走廊；车体底架采用鱼腹结构的整体承载式燃油箱，容量达到9300升。机车上部从前向后分为一端司机室、电气室、电阻制动室、清洁空气室、动力室、冷却室及二端司机室。司机室为整体独立结构，与车体之间采用悬浮式连接，以减轻司机室振动和噪音，内部装有单司机操纵台、微机显示屏、电台等操纵设备，以及冰箱、微波炉、饮水机等司机生活设备。电气室为全密闭结构，内装有各种电器设备柜和铝制通风道。电阻制动室内装有电阻制动模块及冷却风机。清洁空气室内设有柴油机空气滤清器和风机，侧墙上设有离心式旋风筒过滤器。动力室位于车体中部，安装了一套柴油发电机组。冷却室内安装了大部分冷却、机油、燃油系统部件，并设有两台螺杆式空气压缩机。机车下部两台转向架之间吊挂着蓄电池箱、主风缸和启动风缸。空气制动系统采用克诺尔公司的“CCB II”微机控制电空制动系统。机车并具有最多三台机车重联运用的功能，可通过27芯重联电缆和重联空气软管连接。

### 柴油机
机车装用一台16V265H型大功率低排放柴油机，为16气缸、四冲程、废气涡轮增压的V型中速柴油机；气缸直径为10.4英寸（265毫米），活塞行程11.8英寸（300毫米），气缸夹角为45°，额定转速为每分钟1000转，装车功率为4660千瓦（6250马力）。柴油机采用整体铸钢机体、全纤维锻造钢曲轴、气动马达启动、高增压比废气涡轮增压器、电子控制直接燃油喷射系统等先进技术，排放指标能够符合美国环保局二级（EPA Tier 2）排放标准。

### 传动系统
HXN3型机车的主传动系统主要由主发电机、牵引整流单元、牵引逆变器、牵引电动机、电阻制动装置等组成。牵引状态时，柴油机直接驱动同步牵引发电机发出三相交流电，分别供给二个整流装置转换成中间直流环节，然后经由二台牵引逆变器，再将直流电转换成频率、电压可调节的三相交流电，分别向二台转向架上的六台三相异步牵引电动机，通过传动齿轮驱动车轮。
HXN3型机车采用TA20JBF-TA9C型主辅发电机，主、副三相交流同步发电机为一体化同轴双转子整合结构，主、副发电机额定容量分别为4403、347千伏安。整流装置为二极管整流器，额定输出直流电压为2650伏。每台机车上装有两台牵引逆变器，每台逆变器驱动三台并联的牵引电动机，采用IGBT为功率控制器件，采取脉宽调制（PWM）控制策略，冷却方式为强迫风冷。牵引电动机型号为A2938-5型鼠笼式三相异步牵引电动机，该型电动机是在SD70MAC型柴油机车所使用的西门子1TB2630型牵引电动机基础上改进而成，额定功率为690千瓦，采用轴向强迫通风冷却，控制方式为矢量控制。

### 控制系统
HXN3型机车的运行控制系统采用由易安迪公司开发的“EM2000”微机控制系统和“FIRE”（Functionality Integrated Railroad Electronics）显示系统。“EM2000”系统负责整台机车的电气系统控制、诊断和维护功能，具有机车运行控制、柴油机控制、主副发电机励磁控制、牵引逆变器控制、电阻制动特性控制、粘着控制、自负荷试验控制、机车重联控制、制动控制、机车状态诊断及故障记忆、处理和提示等功能。

### 转向架
机车走行部为两台“HTSC China”三轴转向架，该型转向架的结构与SD70MAC型机车所使用的HTSC径向转向架非常接近，但取消了径向功能。转向架采用钢板焊接构架，轮对采用轴箱拉杆定位，车轮为整体式碾钢车轮。一系悬挂为轴箱两侧螺旋弹簧，配垂向油压减振器；二系悬挂为构架和车体之间的橡胶钢板复合旁承，配横向油压减振器、抗蛇行减振器。牵引力和制动力通过低位侧拉杆传递。牵引电动机采用滚动轴承抱轴半悬挂安装方式，采用单侧斜齿轮传动方式驱动轮轴，牵引齿轮传动比为85:16。基础制动装置采用踏面单元制动装置，带有闸瓦间隙调整器。

## 重大事故
- 2010年9月7日晚上9时31分，通霍铁路霍林河站至霍林郭勒站区间进行万吨重载组合列车调车作业，因霍林河站值班员疏忽，盲目指示后续列车前行，导致列车与前方停留列车的尾部相撞。事故导致后续列车本务机车HXN3型0089号机车、机后一位车辆及前方列车尾部一位车辆脱轨，中断行车4小时19分钟，构成了铁路交通一般B类事故。
- 2011年9月23日，沈阳铁路局通辽机务段的HXN3型0147号机车，在霍林郭勒矿区专用线牵引由扎哈多尔站开往至通霍铁路祝日巴站的3216次列车，列车总重10328吨。列车于下午3时04分从扎哈多尔发车，下午3时16分，列车以时速56公里/小时运行至五洞房进站前，因前方线路限速60公里/小时，司机在机车电阻制动工况下减压80千帕调速，但发现列车速度没有下降，又分别追加30千帕、40千帕至最大减压后，实施紧急制动但仍然无效，此时列车速度升至81公里/小时。下午3时24分，列车以95公里/小时通过霍林河站正线。下午3时32分，列车以98公里/小时速度通过霍林格勒站进站信号， 下午3时33分运行至进站道岔处时机后第11至31位车辆脱轨，构成了铁路交通较大事故，中断行车22小时25分钟。事故原因为机后第10位车辆的前折角塞门被关闭，导致列车制动失效[16]。
- 2015年2月9日，配属沈阳铁路局通辽机务段HXN3型0134号机车，锦州机务段锦州运用车间司机担当锦州至叶柏寿间44142次货物列车经由锦承铁路铁路运行，列车运行至小平房至公营子站间时，一辆装载约50吨球团铁矿的重型汽车（当时已严重超载16吨）因制动失灵，违章闯入显示红灯的铁路道口，撞毁已经关闭的道口拉门并撞在通过的44142次货物列车机车中部，事故造成HXN3型0134号机车和机后1－11位车辆颠覆，12至13节罐车脱轨，机后载有硫酸的车辆出现硫酸泄漏。事故中断锦承铁路上下行行车约16小时，构成铁路交通重大事故。 [17]